# Frantz Heldenstein
Frantz ou François Heldenstein est un sculpteur luxembourgeois, né le 15 mai 1892 et mort le 27 mars 1975.

## Vie et œuvre
En 1920 il obtient le Prix Grand-Duc Adolphe, attribué par le Cercle artistique du Luxembourg.
À la compétition de sculpture des Jeux olympiques de Paris de 1924, il présente l'œuvre "Vers l'olympiade", pour laquelle il obtient une médaille d'argent.
Il est le frère du sportif olympique Willy Heldenstein (en), concourant en bobsleigh aux Jeux olympiques d'hiver de 1928.